# Ola Kvernberg
Ola Kvernberg, né le 16 juin 1981 à Fræna, en Norvège, est un violoniste, multi-instrumentiste, compositeur et producteur de jazz norvégien.
En 2012, il réalise avec l'ensemble de jazz de l'Université norvégienne de sciences et de technologie (NTNU) le titre « Stjernesludd ».

## Biographie
Le jazzman Joshua Redman le remarque pour ses solos de violons lors du festival « Molde Jazz 2010 », il joue alors avec Jaga Jazzist, Shining, Atomic (en) et Mellow Motif. Redman le rejoint pour le concert de son album Liarbird en 2011.
Dans l'album Liarbird, il joue violon, basse de violon, alto, guitare acoustique, mandoline, contrebasse, piano et percussions.
Il reçoit cette année là le Prix Spellemann du jazz.
En 2013 il reçoit le Prix Amanda de la meilleure musique et le prix Kanon du meilleur film musical pour la musique du film « Jag etter vind » (chasser le vent).
En 2018, Ola Kvernberg sort l'album « Steamdome » et en 2021 l'album « Steamdome II ».

## Récompenses
- 2011 : Prix Spellemann du jazz ;
- 2012 : premier prix du Kongsberg Jazzfestival (no) ;
- 2013 :
  - Prix Amanda de la meilleure musique pour le film « Jag etter vind » (chasser le vent) ;
  - Prix Kanon du meilleur film musical (no) ;
- 2020 : Prix Guldbagge pour la musique du film « Only the Devil Lives without Hope ».

## Discographie
Ola Kvernberg Trio
- 2002 :  Cats and Doug
- 2006 :  Night Driver

Solo
- 2011 : Liarbird
- 2017 : Steamdome
- 2019 : The Mechanical Fair (Live)
- 2021 : Steamdome II: The Hypogean

Ola Kvernberg & NTNU Jazz Ensemble
- 2012 : Stjernesludd